# Turnix nigricollis

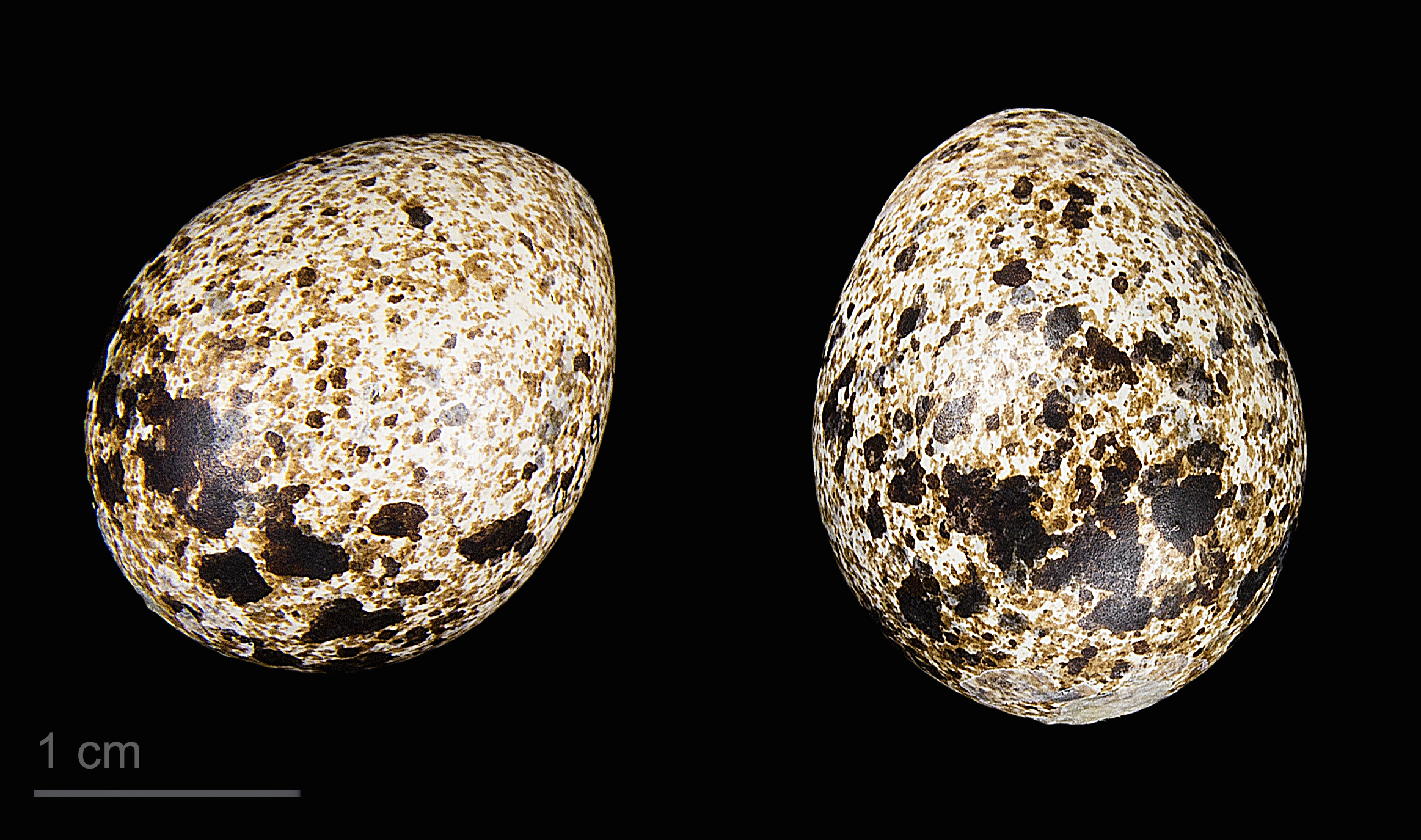
Uova di Turnix nigricollis

La quaglia tridattila del Madagascar (Turnix nigricollis, Gmelin 1789) è un uccello caradriiforme della famiglia dei Turnicidi.

## Distribuzione e habitat
Questo uccello è endemico del Madagascar. È stato introdotto dall'uomo nelle Seychelles.